# Dichromsäure
Dichromsäure ist eine starke zweiprotonige Säure mit der Summenformel H2Cr2O7.
Sie ist stärker sauer als Chromsäure. Der pKs1-Wert liegt im negativen Bereich, der pKs2-Wert (HCr2O7−) ist 0,07. Sie ist wie Chromsäure auch nur in verdünnter Lösung existent und in reiner Form unbekannt.
Dichromsäure ist die den Dichromaten (z. B. Kaliumdichromat) zugrunde liegende Säure und besitzt wie diese ein starkes Oxidationspotenzial.
Beide Stoffe werden wegen der Giftigkeit der darin enthaltenen Chrom(VI)-Anions meist gemieden, sind aber bei manchen Versuchen nicht zu vermeiden bzw. zu ersetzen.
Von einer Benutzung insbesondere durch Laien ist abzuraten.

## Sicherheitshinweise und gesetzliche Regelungen
Dichromsäure wurde im Dezember 2010 aufgrund seiner Einstufung als krebserzeugend (Carc. 1B) in die Kandidatenliste der besonders besorgniserregenden Stoffe (Substance of very high concern, SVHC) aufgenommen.
Im April 2013 wurde Dichromsäure danach in das Verzeichnis der zulassungspflichtigen Stoffe mit dem Ablauftermin für die Verwendung in der EU zum 21. September 2017 aufgenommen.
Als Chrom(VI)-Verbindung unterliegt Dichromsäure außerdem den Beschränkungen im Anhang XVII, Nummer 47 und 72 der REACH-Verordnung (in Deutschland umgesetzt durch die Chemikalien-Verbotsverordnung).